# Banda (république du Congo)
Pour les articles homonymes, voir Banda.
 (janvier 2015).
Si vous disposez d'ouvrages ou d'articles de référence ou si vous connaissez des sites web de qualité traitant du thème abordé ici, merci de compléter l'article en donnant les références utiles à sa vérifiabilité et en les liant à la section « Notes et références ».
Banda est une localité du département du Niari, chef-lieu du district homonyme, située à environ 150 km de Dolisie (ou Loubomo), chef-lieu de cette région, au Sud-Ouest du Congo-Brazzaville. Elle fait frontière avec le pays voisin le Gabon par la localité de Moulengui-Binza (province de la Nyanga). Le district de Banda est encadré par la région du Kouilou et les districts de Kibangou et de Nyanga.
Le district est peuplé dans la majeure partie par l'ethnie des Lumbus (ou Balumbus) dont les caractéristiques linguistiques et culturelles s'apparentent aux Punu, Vili, et Bouissi qui eux-mêmes appartiennent au groupe ethnique des Échira.

## Population
La population Lumbu, selon certaines théories diverses[réf. nécessaire], serait issue d'une longue vague d'immigration dont les traits majeurs sont à situer dans les grandes époques ayant caractérisé les mouvements des populations africaines. Certains héritages historiques[réf. nécessaire] révèlent que les Lumbus proviennent de l'éclosion et flux migratoires issus du royaume Loango. D'autre part, selon toute vraisemblance, les Lumbus seraient venus du Gabon et précisément de la région de Sette-Cama, Gamba et Mayumba, après une vague migratoire. 
Toutes ces théories qui bercent parfois les esprits dans un sentiment de questionnement, ne sont nullement étrange dans le domaine des sciences humaines. 

## Infrastructures
Le District de Banda est constitué de deux axes ayant pour point de départ la Route Nationale 3 (RN3) et qui se rejoignent vers la frontière du Gabon. En outre, il sied de préciser aussi qu'un de ces axes a aussi une fraction qui joint la région du Kouilou via le massif forestier du Mayombe "Madjombi" en langue Lumbu. Les principaux villages sont :
- sur l'Axe Kayes-Banda : Ngoudou, Nguetsi, Makaye Ma Taty, Bahama, Ngouanga, Nioumvou, Poumbou, Tandou-Petso, Banda-Centre, Dilalou, Ngangou, Loubamba, Ngondzo et Kaye Ibinda ;
- sur l'axe Pont du Niari-Banda : Mouhatsou, Vounda, Tsembo, Mamba Na Yilou, Bivela, Koto-Vindou, Kola, PMD, Ndilou Mamba, Mbi-Tsialoulou, Loufouma, Mbota, Mouba et Mbiribi.

Les villages cités ont une structure grossièrement linéaire et se différencient les uns des autres en fonction de leurs structures et clivages internes. La conurbation Poumbou-Loubetsi-Dilalou-Ngangou constitue le plus important regroupement linéaire, qui comprend le quartier administratif du district. En outre, certains grands villages renferment une structuration bien définie qui les subdivisent en différents petits quartiers. C'est le cas de Nioumvou, avec des quartiers comme : Ihodjo, Ihongo, Namukamba, etc., et de Ngouanga avec des quartiers comme : Bimba, Mourou-Ntsouengui, Ibonga, Ngouali, etc.
Certains villages ont disparu et seuls subsistent leurs noms : c'est le cas de Makaye-Ma-Taty, Baka'la, Ndandi, Doukoubou, etc. S'agissant de ce dernier, que certains autochtones confondent avec Nioumvou, il ne se résume qu'à un simple campement pour les activités agricoles et la chasse. Il sert également de point de passage pour les riverains et étrangers en transit pour ou depuis le Gabon.
Selon les sources locales[réf. nécessaire], le réseau routier est dégradé surtout en saison des pluies et ne se résume qu'à une piste forestière à peine accessible. Cependant, quelques travaux ont été effectués sur les deux axes par les exploitants forestiers et du coup, l'accessibilité est meilleure en saison sèche.

## Climat et hydrographie
La localité de Banda bénéficie d'un climat tropical, humide. la végétation quant à elle est faite de savanes arborées, de forêts galeries, de forêts secondaires et primaires. Le réseau hydrographique est peu dense. Il est fait de petites rivières et de nombreux ruisseaux saisonniers et même des lagunes, parmi lesquels Mouri-Mouhoma, Nguetsi, Idiha, Bahama, Moungola, Poulou, Mouila-Koli, Mouyonzi-1, Midoubi, Beyi, Caibinda-rivière, Mouyonzi-2, Loubetsi, Doukoubou, Loufouma, Mouba, PMD-rivière, Tsembo-rivière, Mouhatsou-rivière et bien d'autres. 
Certaines de ces rivières ou lagunes sont utiles pour différentes activités : le rouissage des tubercules, la baignade, la consommation locale au quotidien dans d'autres villages à défaut des puits, la pêche à la nasse, à la ligne et au barrage avec toutes ces techniques qui suivent; "usiha bumi" etc.
Le District de Banda est situé à environ 500 m d'altitude et côtoie le prolongement du massif du Mayombe. En entrant sur l'axe Kayes-Banda Centre, avec la traversée de la rivière Mouri-Mouhoma qui fait frontière naturelle avec le district de Kibangou, le relief se traduit par une suite de petites collines qui se matérialisent dès que l'on franchit le tout premier village, Ngoudou. Le Mont-Thierry (situé dans la zone allant vers la frontière du Gabon) est d'après toute concordance le sommet le plus élevé de la contrée. On note aussi la présence du mont Mboulou-Moulandou aux abords du village Ngouanga. En outre, on peut aussi citer les chaines de montagnes de Loufouma et Doubandila, juste après le pont de Tsembo, en allant vers Vounda.

## Économie
Le secteur agricole connait un déclin, après une activité très lucrative basée sur la culture de la banane dont la production était destinée à l'exportation vers le Gabon voisin dans les années 1980-1990 et du manioc, destiné à de grandes villes comme Pointe-Noire, Dolisie, etc. Actuellement, l’activité agricole est destinée beaucoup plus à l'autosuffisance et constitue avec la chasse les principales activités qui offrent des revenus très incertains aux populations locales. Entre autres cultures, on trouve le maïs et l'arachide. Par ailleurs, nombreux sont ceux qui s'adonnent à la culture des arbres fruitiers comme le safou.

## Culture
La culture Lumbu, autrefois riche, s’émousse au fil des années. Elle devient presque inexistante à l'heure actuelle par manque de volonté et de stratégie de conservation, de relais entre la vieille génération et la jeunesse. Celle-ci est en manque d’activités et s'expose à l'exode rural.  